# Dorival das Neves Ferraz Júnior
Dorival das Neves Ferraz Júnior (nacido el 13 de abril de 1987) es un futbolista brasileño que se desempeña como centrocampista.
Jugó para clubes como el Tombense, Bangu, Madureira, Xanthi, Thrasyvoulos Fylis, Anagennisi Karditsa, Criciúma, Figueirense, América, Matsumoto Yamaga FC, Grêmio Novorizontino y Red Bull Brasil.

## Trayectoria

### Clubes
| Club                 | País   | Año         |
| -------------------- | ------ | ----------- |
| Tombense             | Brasil | 2007        |
| Bangu                | Brasil | 2007        |
| Madureira            | Brasil | 2008        |
| Xanthi               | Grecia | 2009        |
| Thrasyvoulos Fylis   | Grecia | 2010        |
| Anagennisi Karditsa  | Grecia | 2011        |
| Criciúma             | Brasil | 2011        |
| Figueirense          | Brasil | 2012        |
| América              | Brasil | 2013 - 2014 |
| Matsumoto Yamaga FC  | Japón  | 2015        |
| Grêmio Novorizontino | Brasil | 2017        |
| Red Bull Brasil      | Brasil | 2017        |